# Danh sách tập truyện Bleach

Vỏ bìa của tập tankōbon đầu tiên của Bleach, phát hành ở Nhật Bản bởi Shueisha vào ngày 5 tháng 1 năm 2002

Các chương của manga Bleach được viết và minh họa bởi Tite Kubo. Tại Nhật Bản, Bleach được đăng trên tạp chí Weekly Shōnen Jump của Shueisha từ năm 2001. Cốt truyện của chúng kể về những cuộc phiêu lưu của Kurosaki Ichigo, một thiếu niên vô tình đánh cắp sức mạnh Soul Reaper của Kuchiki Rukia và sau đó giả định nhiệm vụ đó trong khi cô hồi phục. Kể từ sự kiện đó, Ichigo đã chiến đấu với Hollow, linh hồn ma quỷ chuyên tấn công người người. Anh cũng gặp cựu Soul Reaper Sosuke Aizen, người đã tạo ra một đội quân Hollow mạnh mẽ gọi là Arrancar để tiêu diệt tổ chức Soul Reaper, Soul Society. 
Từ khi buổi ra mắt, 400 chương của Bleach đã được phát hành tại Nhật Bản. Hầu hết tên của các chương đều được đặt bằng tiếng Anh và có katakana bên trên để cho biết cách thức chúng được đọc bằng tiếng Nhật, tương tự như ký tự ruby furigana được sử dụng với ký tự kanji nâng cao. Ngoài các chương chính, một số chương được xuất bản với một số chương tiêu cực đi kèm. Những chương "tiêu cực" là các câu chuyện bên lề và bao gồm các sự kiện trước khi bắt đầu của manga . Một bản anime thích ứng sản xuất bởi Studio Pierrot và TV Tokyo đã được chiếu trên TV Tokyo vào ngày 5 Tháng 10 măm 2004 . Nhà cấp phép ở Bắc Mỹ là Viz Media đã phát hành tuần tự các chương cá nhân ở Shonen Jump từ tháng 10 năm 2007 tại Hoa Kỳ .
Các chương lẻ của Bleach được tập hợp trong một loạt các vol tankōbon bởi Shueisha, trong đó bao gồm một bài thơ dựa trên nhân vật ở trang bìa. Vol đầu tiên được phát hành vào ngày 5 tháng 1 năm 2002.
Viz Media phát hành vol đầu tiên vào ngày 1 tháng 6 năm 2004: ngày 1 tháng 6 năm 2010 hơn 31 vol đã được phát hành . Công ty cũng phát hành phiên bản "bộ sưu tập" bìa cứng của vol đầu tiên với một chiếc áo khoác bụi vào ngày 5 tháng 8 năm 2008, tiếp theo là một hộp đặt vào ngày 2 tháng 9 năm 2008, có chứa 21 vol đầu tiên, áp phích, và một cuốn sách nhỏ về xê-ri .
.

## Danh sách tập truyện tranh

### Tập 1–21
| #  | Nhan đề                                | Phát hành ja                        | Phát hành tiếng Việt                |
| -- | -------------------------------------- | ----------------------------------- | ----------------------------------- |
| 1  | The Death and the Strawberry           | 5 tháng 1, 2002 978-4-08-873213-8   | 26 tháng 4, 2019 978-604-2-13919-9  |
| 2  | Goodbye Parakeet, Good Night My Sister | 4 tháng 3, 2002 978-4-08-873237-4   | 10 tháng 5, 2019 978-604-2-13920-5  |
| 3  | Memories in the rain                   | 4 tháng 6, 2002 978-4-08-873275-6   | 24 tháng 5, 2019 978-604-2-13921-2  |
| 4  | Quincy Archer Hates You                | 4 tháng 9, 2002 978-4-08-873310-4   | 7 tháng 6, 2019 978-604-2-13922-9   |
| 5  | Right Arm of the Giant                 | 1 tháng 11, 2002 978-4-08-873335-7  | 21 tháng 6, 2019 978-604-2-13923-6  |
| 6  | The Death Trilogy Overture             | 20 tháng 11, 2002 978-4-08-873366-1 | 5 tháng 7, 2019 978-604-2-13924-3   |
| 7  | The Broken Coda                        | 4 tháng 3, 2003 978-4-08-873392-0   | 19 tháng 7, 2019 978-604-2-13925-0  |
| 8  | The Blade and Me                       | 4 tháng 6, 2003 978-4-08-873435-4   | 2 tháng 8, 2019 978-604-2-13926-7   |
| 9  | Fourteen Days for Conspiracy           | 4 tháng 8, 2003 978-4-08-873495-8   | 16 tháng 9, 2019 978-604-2-13927-4  |
| 10 | Tattoo on the Sky                      | 4 tháng 11, 2003 978-4-08-873525-2  | 30 tháng 8, 2019 978-604-2-13928-1  |
| 11 | A Star and a Stray Dog                 | 19 tháng 12, 2003 978-4-08-873555-9 | 13 tháng 9, 2019 978-604-2-13929-8  |
| 12 | Flower on the Precipice                | 4 tháng 3, 2004 978-4-08-873576-4   | 27 tháng 9, 2019 978-604-2-13930-4  |
| 13 | The Undead                             | 4 tháng 6, 2004 978-4-08-873610-5   | 11 tháng 10, 2019 978-604-2-13931-1 |
| 14 | White Tower Rocks                      | 3 tháng 9, 2004 978-4-08-873649-5   | 25 tháng 10, 2019 978-604-2-13932-8 |
| 15 | Beginning of the Death of Tomorrow     | 3 tháng 12, 2004 978-4-08-873682-2  | 8 tháng 11, 2019 978-604-2-13933-5  |
| 16 | Night of Wijnruit                      | 4 tháng 3, 2005 978-4-08-873777-5   | 22 tháng 11, 2019                   |
| 17 | Rosa Rubicundior, Lilio Candidior      | 3 tháng 6, 2005 978-4-08-873817-8   | 6 tháng 12, 2019                    |
| 18 | The Deathberry Returns                 | 4 tháng 8, 2005 978-4-08-873841-3   | 20 tháng 12, 2019                   |
| 19 | The Black Moon Rising                  | 4 tháng 10, 2005 978-4-08-873862-8  | 3 tháng 1, 2020                     |
| 20 | End of Hypnosis                        | 2 tháng 12, 2005 978-4-08-873883-3  | 7 tháng 2, 2020                     |
| 21 | Be My Family or Not                    | 3 tháng 3, 2006 978-4-08-874027-0   | 21 tháng 2, 2020 978-604-2-16794-9  |

### Tập 22–48
| #  | Nhan đề                       | Phát hành ja                       | Phát hành tiếng Việt                |
| -- | ----------------------------- | ---------------------------------- | ----------------------------------- |
| 22 | Conquistadores                | 2 tháng 5, 2006 978-4-08-874049-2  | 6 tháng 3, 2020 978-604-2-16795-6   |
| 23 | ¡Mala Suerte!                 | 4 tháng 8, 2006 978-4-08-874140-6  | 20 tháng 3, 2020 978-604-2-16796-3  |
| 24 | Immanent God Blues            | 4 tháng 10, 2006 978-4-08-874262-5 | 8 tháng 5, 2020 978-604-2-16797-0   |
| 25 | No Shaking Throne             | 4 tháng 12, 2006 978-4-08-874289-2 | 22 tháng 5, 2020 978-604-2-16798-7  |
| 26 | The Mascaron Drive            | 2 tháng 2, 2007 978-4-08-874315-8  | 5 tháng 6, 2020 978-604-2-16799-4   |
| 27 | Goodbye, Halcyon Days         | 4 tháng 4, 2007 978-4-08-874339-4  | 19 tháng 6, 2020 978-604-2-16800-7  |
| 28 | Baron's Lecture Full-Course   | 4 tháng 6, 2007 978-4-08-874365-3  | 3 tháng 7, 2020 978-604-2-16801-4   |
| 29 | The Slashing Opera            | 3 tháng 8, 2007 978-4-08-874398-1  | 17 tháng 7, 2020 978-604-2-16802-1  |
| 30 | There Is No Heart Without You | 4 tháng 10, 2007 978-4-08-874423-0 | 31 tháng 7, 2020 978-604-2-16803-8  |
| 31 | Don't Kill My Volupture       | 4 tháng 12, 2007 978-4-08-874444-5 | 14 tháng 8, 2020 978-604-2-16804-5  |
| 32 | Howling                       | 4 tháng 2, 2008 978-4-08-874473-5  | 28 tháng 8, 2020 978-604-2-16805-2  |
| 33 | The Bad Joke                  | 4 tháng 4, 2008 978-4-08-874494-0  | 11 tháng 9, 2020 978-604-2-16806-9  |
| 34 | King of The Kill              | 4 tháng 7, 2008 978-4-08-874541-1  | 25 tháng 9, 2020 978-604-2-16807-6  |
| 35 | Higher Than The Moon          | 3 tháng 10, 2008 978-4-08-874575-6 | 9 tháng 10, 2020 978-604-2-16808-3  |
| 36 | Turn Back The Pendulum        | 4 tháng 12, 2008 978-4-08-874603-6 | 23 tháng 10, 2020 978-604-2-16809-0 |
| 37 | Beauty Is So Solitary         | 4 tháng 2, 2009 978-4-08-874628-9  | 6 tháng 11, 2020 978-604-2-16810-6  |
| 38 | Fear for Fight                | 3 tháng 4, 2009 978-4-08-874649-4  | 20 tháng 11, 2020 978-604-2-16811-3 |
| 39 | El Verdugo                    | 4 tháng 6, 2009 978-4-08-874674-6  | 4 tháng 12, 2020 978-604-2-16812-0  |
| 40 | The Lust                      | 4 tháng 8, 2009 978-4-08-874712-5  | 18 tháng 12, 2020 978-604-2-16813-7 |
| 41 | Heart                         | 2 tháng 10, 2009 978-4-08-874734-7 | 8 tháng 1, 2021 978-604-2-16814-4   |
| 42 | Shock of the Queen            | 4 tháng 12, 2009 978-4-08-874762-0 | 22 tháng 1, 2021 978-604-2-16815-1  |
| 43 | Kingdom of Hollows            | 4 tháng 12, 2010 978-4-08-874794-1 | 19 tháng 2, 2021 978-604-2-21907-5  |
| 44 | Vice It                       | 2 tháng 4, 2010 978-4-08-870020-5  | 5 tháng 3, 2021 978-604-2-21908-2   |
| 45 | The Burnout Inferno           | 4 tháng 6, 2010 978-4-08-870046-5  | 19 tháng 3, 2021 978-604-2-21909-9  |
| 46 | Back From Blind               | 4 tháng 8, 2010 978-4-08-870085-4  | 2 tháng 4, 2021 978-604-2-21910-5   |
| 47 | End of the Chrysalis Age      | 4 tháng 10, 2010 978-4-08-870110-3 | 16 tháng 4, 2021 978-604-2-21911-2  |
| 48 | God Is Dead                   | 3 tháng 12, 2010 978-4-08-870144-8 | 7 tháng 5, 2021 978-604-2-21912-9   |

### Tập 49–74
| #  | Nhan đề                          | Phát hành ja                       | Phát hành tiếng Việt                 |
| -- | -------------------------------- | ---------------------------------- | ------------------------------------ |
| 49 | The Lost Agent                   | 21 tháng 4, 2011 978-4-08-870186-8 | 21 tháng 5, 2021 978-604-2-21913-6   |
| 50 | The Six Fullbringers             | 3 tháng 6, 2011 978-4-08-870219-3  | 4 tháng 6, 2021 978-604-2-21914-3    |
| 51 | Love Me Bitterly Loth Me Sweetly | 4 tháng 8, 2011 978-4-08-870272-8  | 18 tháng 6, 2021 978-604-2-21915-0   |
| 52 | End of Bond                      | 4 tháng 10, 2011 978-4-08-870291-9 | 2 tháng 7, 2021 978-604-2-21916-7    |
| 53 | The Deathberry Returns 2         | 2 tháng 12, 2011 978-4-08-870291-9 | 16 tháng 7, 2021 978-604-2-21917-4   |
| 54 | Goodbye to Our Xcution           | 2 tháng 3, 2012 978-4-08-870386-2  | 22 tháng 10, 2021 978-604-2-21918-1  |
| 55 | The Blood Warfare                | 4 tháng 6, 2012 978-4-08-870418-0  | 5 tháng 11, 2021< 978-604-2-21919-8  |
| 56 | March of the Starcross           | 4 tháng 9, 2012 978-4-08-870478-4  | 19 tháng 11, 2021< 978-604-2-21920-4 |
| 57 | Out of Bloom                     | 4 tháng 12, 2012 978-4-08-870516-3 | 3 tháng 12, 2021 978-604-2-21921-1   |
| 58 | The Fire                         | 4 tháng 3, 2013 978-4-08-870551-4  | 17 tháng 12, 2021 978-604-2-21922-8  |
| 59 | The Battle                       | 4 tháng 6, 2013 978-4-08-870662-7  | 31 tháng 12, 2021 978-604-2-21923-5  |
| 60 | Everything But The Rain          | 2 tháng 8, 2013 978-4-08-870782-2  | 14 tháng 1, 2022 978-604-2-21924-2   |
| 61 | The Last 9 Days                  | 4 tháng 12, 2013 978-4-08-870818-8 | 11 tháng 2, 2022 978-604-2-21925-9   |
| 62 | Heart Of Wolf                    | 4 tháng 3, 2014 978-4-08-870850-8  | 25 tháng 2, 2022 978-604-2-21926-6   |
| 63 | Hear, Fear, Here                 | 2 tháng 5, 2014 978-4-08-880055-4  | 11 tháng 3, 2022 978-604-2-21927-3   |
| 64 | Death in Vision                  | 4 tháng 9, 2014 978-4-08-880134-6  | 25 tháng 3, 2022 978-604-2-21928-0   |
| 65 | Marching Out the Zombies         | 3 tháng 10, 2014 978-4-08-880191-9 | 8 tháng 4, 2022 978-604-2-21929-7    |
| 66 | Sorry I Am Strong                | 5 tháng 1, 2015 978-4-08-880191-9  | 22 tháng 4, 2022 978-604-2-21930-3   |
| 67 | Black                            | 3 tháng 4, 2015 978-4-08-880327-2  | 6 tháng 5, 2022 978-604-2-21931-0    |
| 68 | The Ordinary Peace               | 3 tháng 7, 2015 978-4-08-880423-1  | 20 tháng 5, 2022 978-604-2-23596-9   |
| 69 | Against the Judgement            | 4 tháng 8, 2015 978-4-08-880460-6  | 17 tháng 6, 2022 978-604-2-23597-6   |
| 70 | Friend                           | 4 tháng 11, 2015 978-4-08-880497-2 | 1 tháng 7, 2022 978-604-2-23598-3    |
| 71 | Baby, Hold Your Hand             | 4 tháng 3, 2016 978-4-08-880604-4  | 15 tháng 7, 2022 978-604-2-23599-0   |
| 72 | My Last Words                    | 2 tháng 5, 2016 978-4-08-880649-5  | 29 tháng 7, 2022 978-604-2-23600-3   |
| 73 | Battle Field Burning             | 4 tháng 7, 2016 978-4-08-880684-6  | 12 tháng 8, 2022 978-604-2-23601-0   |
| 74 | The Death and the Strawberry     | 4 tháng 11, 2016 978-4-08-880774-4 | 26 tháng 8, 2022 978-604-2-23602-7   |